# Erythridula
Erythridula är ett släkte av insekter. Erythridula ingår i familjen dvärgstritar.

## Dottertaxa tillErythridula, i alfabetisk ordning[1]
- Erythridula abolla
- Erythridula acicularis
- Erythridula acutalis
- Erythridula aenea
- Erythridula aesculella
- Erythridula afflicta
- Erythridula albescens
- Erythridula amabilis
- Erythridula ampla
- Erythridula angularis
- Erythridula anomala
- Erythridula apta
- Erythridula aspera
- Erythridula atrimucronata
- Erythridula autenae
- Erythridula barbarae
- Erythridula beckiae
- Erythridula bicornis
- Erythridula bitincta
- Erythridula brundusa
- Erythridula canadensis
- Erythridula cauta
- Erythridula celebrata
- Erythridula clavata
- Erythridula coarctata
- Erythridula complicata
- Erythridula cornipes
- Erythridula cotidiana
- Erythridula crataegi
- Erythridula crevecoeuri
- Erythridula crossi
- Erythridula cruciformis
- Erythridula cuneata
- Erythridula diffisa
- Erythridula divisa
- Erythridula dolosa
- Erythridula dowelli
- Erythridula dunni
- Erythridula electa
- Erythridula eluta
- Erythridula enata
- Erythridula falcata
- Erythridula freta
- Erythridula frisoni
- Erythridula fulvocephala
- Erythridula fumida
- Erythridula funesta
- Erythridula furcillata
- Erythridula gleditsia
- Erythridula hamata
- Erythridula harpax
- Erythridula haspata
- Erythridula herberti
- Erythridula idonea
- Erythridula ilicis
- Erythridula inconspicua
- Erythridula infinita
- Erythridula insigna
- Erythridula intricata
- Erythridula jocosa
- Erythridula jonesi
- Erythridula juglandis
- Erythridula juncea
- Erythridula kanza
- Erythridula lasteri
- Erythridula lawsoniana
- Erythridula lemnisca
- Erythridula lloydi
- Erythridula lucileae
- Erythridula lyratae
- Erythridula magnacalx
- Erythridula malleiformis
- Erythridula mansueta
- Erythridula martini
- Erythridula meridiana
- Erythridula minima
- Erythridula minuta
- Erythridula modica
- Erythridula morrisi
- Erythridula nava
- Erythridula nigriphylla
- Erythridula nitida
- Erythridula noeva
- Erythridula nondescripta
- Erythridula normanti
- Erythridula obliqua
- Erythridula obvia
- Erythridula occidua
- Erythridula ohioensis
- Erythridula parsonsi
- Erythridula parvispicata
- Erythridula penelutea
- Erythridula penenoeva
- Erythridula penobliqua
- Erythridula perita
- Erythridula pfrimmeri
- Erythridula planerae
- Erythridula plena
- Erythridula praecisa
- Erythridula quadrata
- Erythridula repleta
- Erythridula rhododendronae
- Erythridula rubens
- Erythridula rubrataeniensis
- Erythridula rubroscuta
- Erythridula rubrotincta
- Erythridula rufostigmosa
- Erythridula rugosae
- Erythridula sagittata
- Erythridula scissa
- Erythridula scytha
- Erythridula similalis
- Erythridula sincera
- Erythridula sinua
- Erythridula spatulata
- Erythridula spearca
- Erythridula stolata
- Erythridula stylata
- Erythridula tenebrosa
- Erythridula tenuispica
- Erythridula tolerata
- Erythridula torva
- Erythridula tridens
- Erythridula ulmalatae
- Erythridula ulmosa
- Erythridula unicuspidis
- Erythridula varia
- Erythridula verdana
- Erythridula whitti
- Erythridula victorialis
- Erythridula vinaria
- Erythridula volucris
- Erythridula wyatti
- Erythridula wysongi
- Erythridula zephyr